# StarCraft: Brood War
StarCraft: Brood War is een uitbreidingspakket voor het real-time strategy-computerspel StarCraft, ontwikkeld en uitgebracht in 1998 door Blizzard Entertainment. Deze uitbreiding bevat drie nieuwe singleplayer campagnes, twee nieuwe eenheden per ras, enkele nieuwe technologische upgrades en een aantal extra map tilesets.

## Verhaal
Het Terraanse leger wordt aangevuld met de Medic, een infanterie ondersteunende eenheid, en de Valkyrie, een air-to-aireenheid met een grote schaderadius. Het arsenaal van de Protoss wordt uitgebreid met de Corsair, een snelvurende air-to-aireenheid met de mogelijkheid om grondtroepen te pacificeren, de Dark Templar, een permanent gecloakte grondeenheid met een krachtige aanval, en de Dark Archon, een spellcaster met de mogelijkheid tot het volledig overnemen van een tegenstanderseenheid die een samensmelting is van twee Dark Templars. De Zerg krijgen de beschikking over de Devourer, een langzaam vurende air-to-aireenheid die een evolutie is van de Mutalisk, en de Lurker, een ground-to-groundeenheid die een evolutie is van de Hydralisk dat aanvalt terwijl het begraven is.
De gebeurtenissen in StarCraft II: Wings of Liberty spelen zich vier jaar na StarCraft: Brood War af.

## Campagnes
De eerste van de nieuwe campagnes is die van de Protoss, of eigenlijk die van de Dark Templar, en speelt zich vooral af op hun thuisplaneet, Shakuras. De tweede campagne introduceert het net in de Koprule Sector gearriveerde leger van de United Earth Directorate (UED), wat onder het bevel van Admiral DuGalle staat. De laatste campagne, die van de Zerg, heeft de machtsstrijd van Kerrigan als middelpunt. De laatste twee campagnes spelen zich voornamelijk af op Char, de thuisplaneet van Kerrigan.